# Froggattisca anicis
Froggattisca anicis is een insect uit de familie van de mierenleeuwen (Myrmeleontidae), die tot de orde netvleugeligen (Neuroptera) behoort. 
Froggattisca anicis is voor het eerst wetenschappelijk beschreven door New in 1985.